# Olov Wikholm
Olov Gustav Wikholm, född 16 maj 1911 i Stockholm, död 13 oktober 1996 i Enskede, var en svensk folkskollärare och målare.
Han var son till läraren Filip Wikholm och Adelaide Forsander och från 1938 gift med läraren Stina Brita Wikholm. Han studerade konst vid Tekniska skolan och vid Åke Pernbys målarskola samt genom självstudier under resor till bland annat Jugoslavien, Spanien, Italien, Paris och Honfleur. Wikholm medverkade i samlingsutställningar med Sveriges allmänna konstförening i Stockholm. Hans konst består av figurer, stilleben, porträtt och landskapsskildringar utförda i olja på målarduk eller plåt. Wikholm finns representerad vid Stockholms skoldirektion. Han är gravsatt i minneslunden på Skogskyrkogården i Stockholm.